# Nocturnal Poisoning
Nocturnal Poisoning — дебютний студійний альбом американського блек-метал гурту Xasthur, виданий лейблом Blood Fire Death 8 вересня 2002 р. (наклад: 2 тис. копій). Реліз звів Malefic, єдиний учасник проєкту. У 2005 р. Southern Lord Records випустили ремастер на двох грамплатівках (наклад: 525 копій). Ремастеринг зробив Джеймс Блок.

## Список пісень
Автор музики та слів: Malefic.
| #  | Назва                                             | Тривалість |
| -- | ------------------------------------------------- | ---------- |
| 1. | «In the Hate of Battle»                           | 9:05       |
| 2. | «Soul Abduction Ceremony»                         | 7:44       |
| 3. | «A Gate Through Bloodstained Mirrors»             | 8:06       |
| 4. | «Black Imperial Blood» (кавер-версія Mütiilation) | 5:51       |
| 5. | «Legion of Sin and Necromancy»                    | 11:39      |
| 6. | «A Walk Beyond Utter Blackness»                   | 6:28       |
| 7. | «Nocturnal Poisoning»                             | 15:24      |
| 8. | «Forgotten Depths of Nowhere»                     | 4:50       |